# Autoutilitară

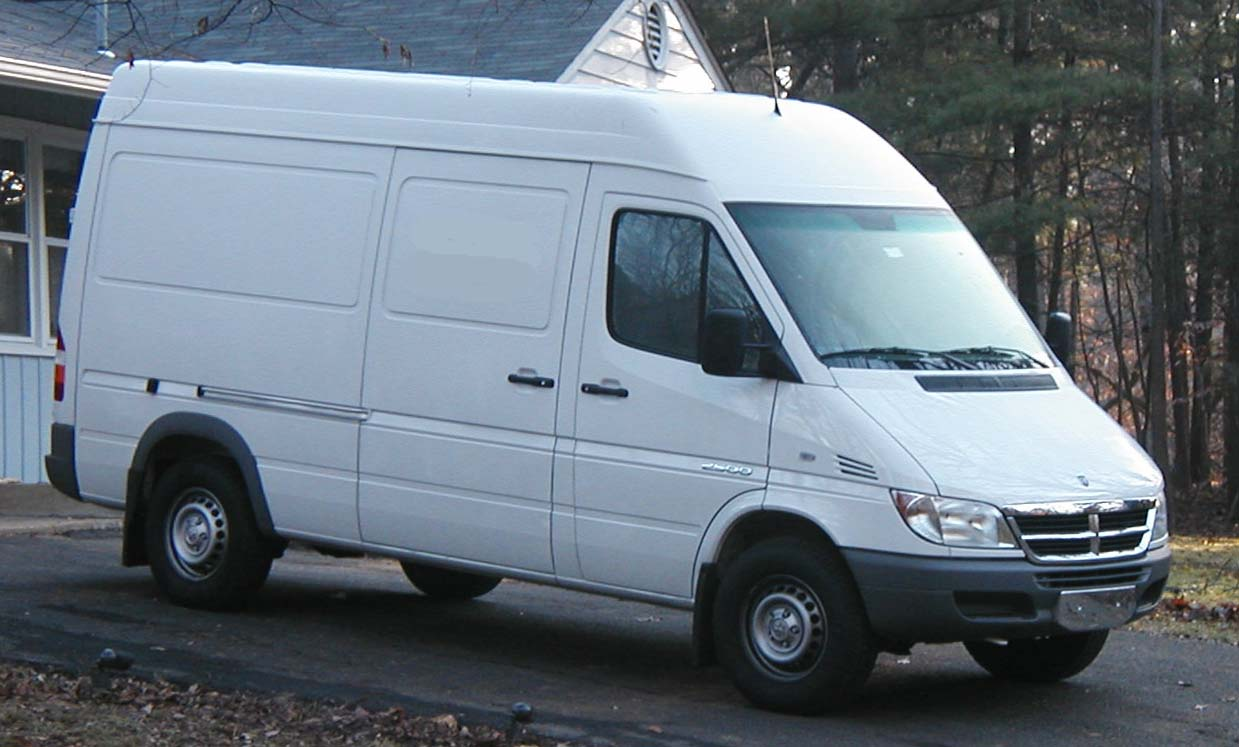
Dodge Sprinter - exemplu de autoutilitară

Autoutilitară este clasa ce desemnează un autovehicul inferior autocamionului, destinat doar transportului de mărfuri de cantitate mică, uneori asociată furgonetei. Autoutilitarele se împart în camionete, furgonete și camioane sub forma unor pick-upuri mai mari.

## Tipuri de vehicule utilitare

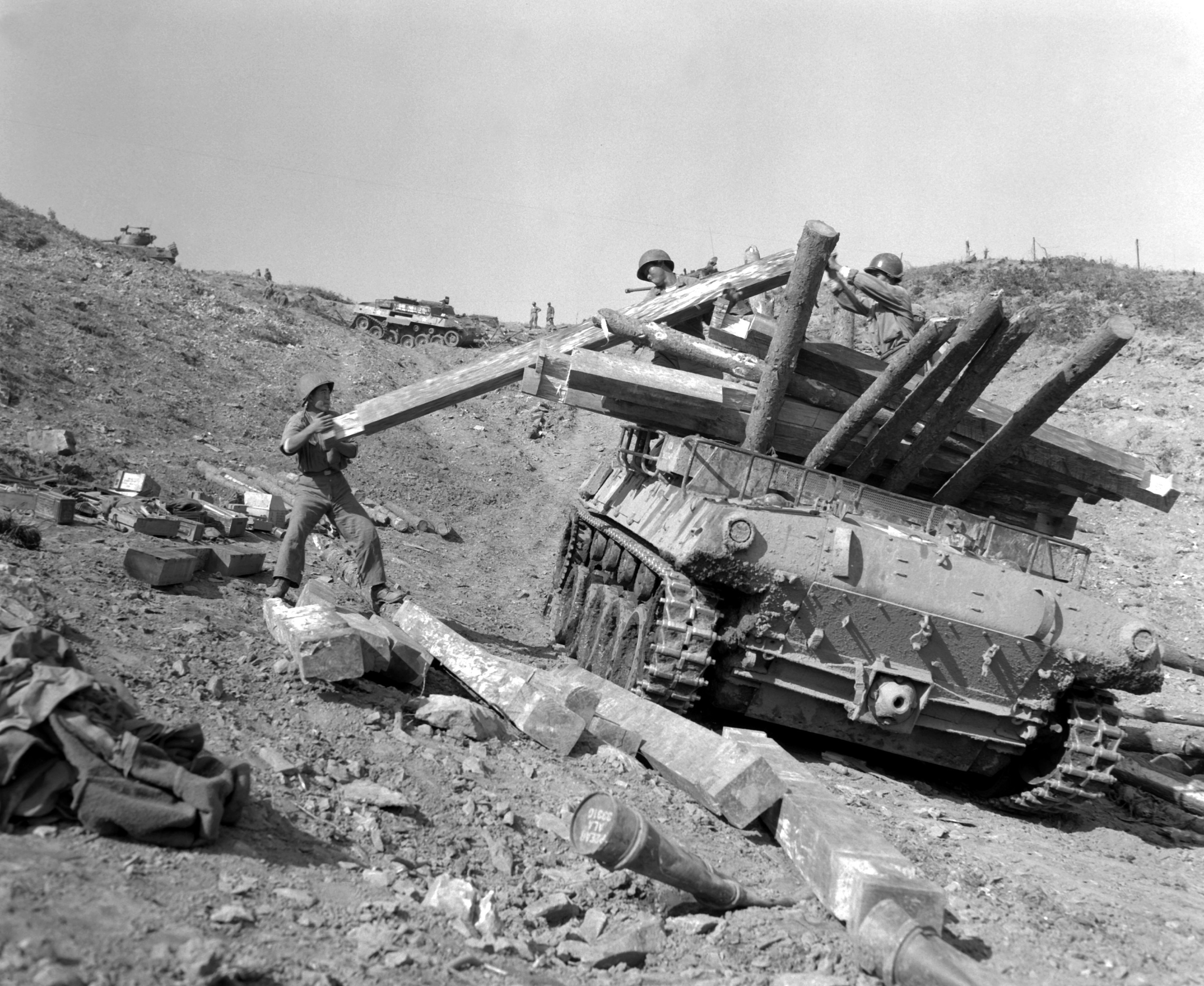
Un vehicul utilitar blindat folosit în război

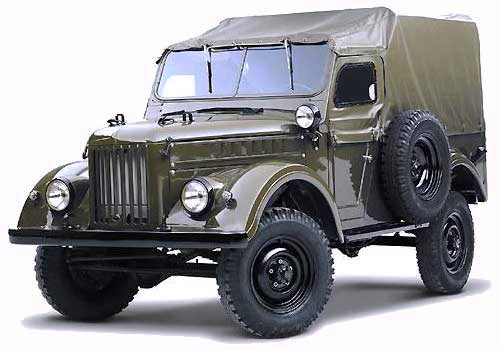
Un vehicul utilitar militar ușor numit și un jeep (GAZ-69 sovietic)

### Vehicul utilitar blindat
Acest tip de vehicul este utilizat în principal de către armată și, de asemenea, numit vehicul utilitar militar. Se compune în principal din vehicule precum tancuri militare, camioane etc.

### Vehicul utilitar sport
În mod tradițional, acestea sunt vehicule asemănătoare unui "station wagon" numit Break, dar sunt construite pe un șasiu din aliaj ușor și echipate cu tracțiune 4x4 sau cu tracțiune integrală, printre alte echipamente de teren. Scopul lor principal este de a afișa capacități superioare off-road și de remorcare, echipate cu o capacitate mai mare a locurilor. 

### Vehicul multifuncțional
Acestea sunt vehicule mai mari care pot aborda o gamă largă de aplicații. Acestea permit conversia ușoară între mai multe combinații de capacități pentru pasageri și bagaje. 

### Vehicul utilitar Crossover
Break-urile bazate pe un șasiu auto, dar construite pentru a se asemăna vehiculelor utilitare sportive. Ele au o capacitate limitată off-road , dar un comportament mai sportiv pe șosea decât SUV-urile. Poate fi denumit și "Vehicul de activitate sportivă", cum este cazul gamei X de vehicule BMW.

### Echipamente de iluminat
Vehicule precum Kawasaki MULE în care se adaugă un pat plat pe un vehicul de teren. În general, utilizat ca vehicul de întreținere.
Un jeep este un tip de vehicul utilitar ușor, utilizat inițial de militari, cu tracțiune integrală pentru a călători pe un teren accidentat.

### Coupé utilitar sau vehicul utilitar Tray

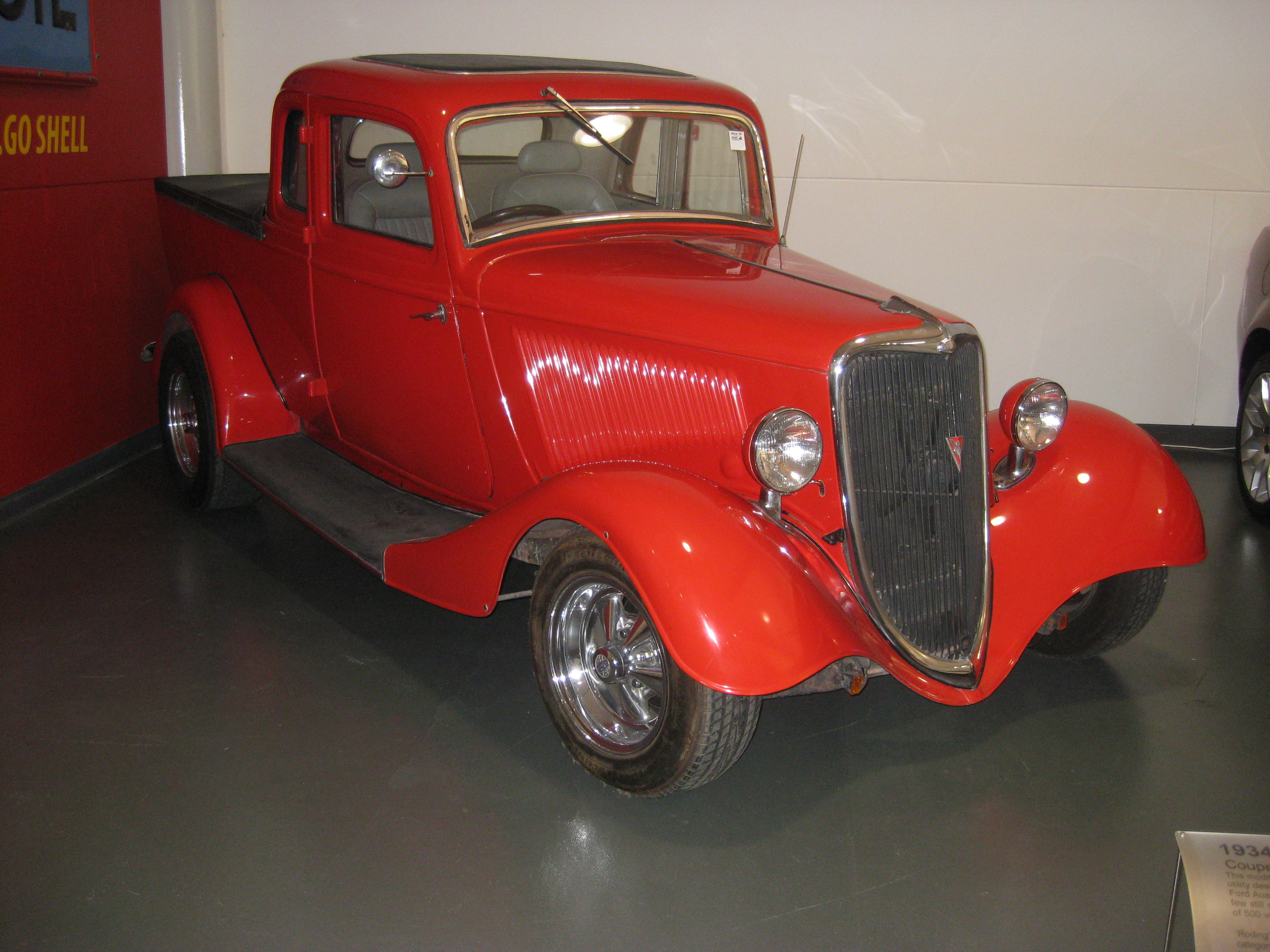
1934 Ford, primul model de coupé utilitar, Muzeul Național al Motoarelor, Birdwood, Australia de Sud

Un  coupé utilitar este un vehicul cu un compartiment pentru pasageri în față și o tavă integrată de încărcare în spate, cu partea din față a patului de marfă dublându-se ca spatele compartimentului pentru pasageri. Toate vehiculele utilitare din oțel au fost inventate în Australia.